# Феодосий Рудницкий-Любенецкий
Феодосий Феодор Рудницкий-Любенецкий, герба Сас (пол. Teodozy Rudnicki-Lubieniecki; между 1698—1700. — конец октября — начало ноября 1751) — епископ Русской униатской церкви, с 1730 года — епископ Луцкий и Острожский. Старший брат епископа УГКЦ Сильвестра Рудницкого-Любенецкого.
Родился в дер. Студенец, Волынского воеводства, в конце XVII в. и был дворянского происхождения. Образование получил во Львовской папской коллегии. Впоследствии вступил в орден василиан. Был луцким архидиаконом (по «Энциклопедии всеобщей», а по «Энциклопедии церковной» — архимандритом луцким); около 1725 г. он состоял ректором базилианского коллегиума в Гоще (Острожского уезда Волынской губ.) и около того же времени числился архимандритом Каневского монастыря. «Из дел лаврского архива видно (по словам архимандрита Амвросия), что по окончательном отступлении Почаевского монастыря от православия в унию, в начале третьего десятилетия XVIII в., первым настоятелем оного был в 1728 г. Феодосий Лубенецкий Рудницкий», подписывавшийся не супериором (латинский титул), а «игуменом Почаевским», сохранявший «неприкосновенными вероучение и обрядность православные». Другой историк Почаевской лавры (А. Ф. Хойнацкий) настоятельство в ней Ф. Рудницкого относит ко времени после Замойского собора (1720 г.). Ф. был также судьей при луцком епископе Иосифе, графе Выговском, и его коадъютором (с 20—23 декабря 1727 г., по «Энциклопедии всеобщей», а по «Энциклопедии церковной» — с 20 декабря 1724 г.), а после его смерти (в 1730 г.) стал его преемником по луцко-острожской епископии. Королевскую номинацию на эту епископию Ф. получил 1 октября 1730 г. в Дрездене. «Processus informativus» о нем, перед поставлением в епископы, датирован 4 июля 1730 г. Тут он характеризуется как человек мудрый, отличающийся великой мудростью и опытом в делах, хороший богослов, непорочной жизни и честных нравов, всегда живший по-католически, не бывший противником католической веры и всегда сохранявший чистую веру.
В декабре 1746 г. умер униатский митрополит Атанасий Шептицкий. Выдвинута была кандидатура Ф. Рудницкого. Его поддерживали при дворе князья Чарторыйские и граф Бруль; под их влиянием король Август III (28 января 1747 г.) подписал привилегию (номинацию) его на митрополию. Но против него действовали и при дворе, и у нунция, и на иных путях базилиане, латинское духовенство, и из среды последнего особенно князь Иосиф Сапега, виленский епископ-коадъютор, и добились того, что король 5 января 1748 г. кассировал свою вышеназванную привилегию, и митрополитом стал полоцкий архиепископ Флориан Гребницкий.
Сохранял элементы православного самосознания; в 1739 г., уполномочивая иеромонаха Почаевского монастыря Иеронима Камчича в должности духовника, архиерейскую грамоту он подписал по-церковнославянски. В ходе Дубенской генеральной конгрегации Феодосий (Рудницкий) настоял на постановлении, чтобы в униатских монастырях с точностью и без всякой перемены соблюдались посты, обеты, священные действия и обряды восточной церкви. До конца жизни носил рясу и облачения греческого образца, не брил бороды и не стриг на голове волос.
Умер в 1751 году.